# 케빈 그레비스

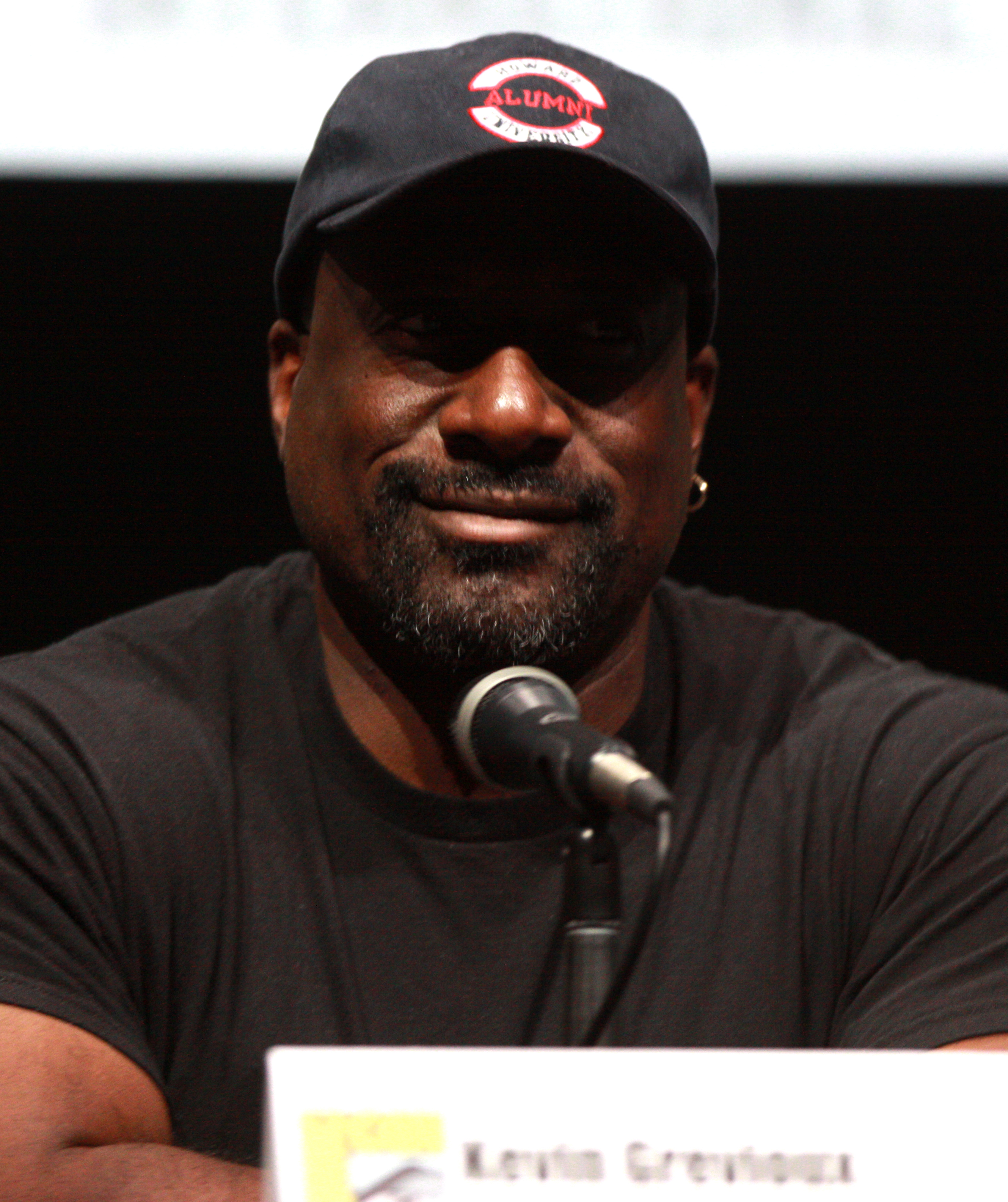

케빈 그레뷰(Kevin Grevioux, 영어 발음: /ˈɡrɛvjuː/, 1962년 9월 9일 ~ )는 미국의 배우, 각본가, 작가, SF 작가, 성우, 스턴트 배우이다.
시카고에서 태어났다.

## 영화
- 애니멀 크래커 (2017년) - 삼손 역
- 언더월드: 블러드 워 (2016년)
- 프랑켄슈타인 (2014년) - 데카르 역
- 언더월드 4 : 어웨이크닝 (2012년)
- 퍼니 오어 다이 프레즌트 (2009년)
- 언더월드 - 라이칸의 반란 (2009년) - 레이제 역
- 언더월드 2 - 에볼루션 (2006년)
- 더러운경찰 (2005년)
- 클레멘타인 (2004년) - 토마스 역
- 컴백 차일드 (2003, Dickie Roberts: Former Child Star)
- 언더월드 (2003년)
- 크레이들 투 그레이브 (2003년)
- 맨 인 블랙 2 (2002년)
- 혹성 탈출 (2001년)
- 미녀 삼총사 (2000년)
- 고인돌 가족 2 (2000년)
- 보우핑거 (1999년)
- 에이리언 네이션 - 우다라 유산 (1997, Alien Nation: The Udara Legacy)
- 스틸 (1997년)
- 배트맨 3 - 포에버 (1995년)
- 콩고 (1995년)
- 에이리언 네이션 - 다크 레인져 (1994, Alien Nation: Dark Horizon)
- 마스크 (1994년)
- 총알 탄 사나이 3 (1994년)